# Tachina
Tachina is een geslacht uit de familie van de sluipvliegen (Tachinidae). De wetenschappelijke naam is gepubliceerd in 1803 door Meigen.

## Soorten
- T. actinosa (Reinhard, 1938)
- T. acuminata (Tothill, 1924)
- T. algens Wiedemann, 1830
- T. ampliforceps (Rowe, 1931)
- T. brevirostris (Tothill, 1924)
- T. californimyia Arnaud, 1992
- T. canadensis (Tothill, 1924)
- T. canariensis (Macquart, 1839)
- T. casta (Rondani, 1859)
- T. compressa (Tothill, 1924)
- T. cordiforceps (Rowe, 1931)
- T. corsicana (Villeneuve, 1931)
- T. dakotensis (Townsend, 1892)
- T. egula (Reinhard, 1938)
- T. emarginata (Tothill, 1924)
- T. eurekana (Reinhard, 1942)
- T. evanida (Reinhard, 1953)
- T. fera Linnaeus, 1761 - woeste sluipvlieg
- T. garretti Arnaud, 1994
- T. grossa (Linnaeus, 1758)
- T. invelata (Reinhard, 1953)
- T. latianulum (Tothill, 1924)
- T. latifacies (Tothill, 1924)
- T. latiforceps (Tothill, 1924)
- T. latigena (Tothill, 1924)
- T. longiunguis (Tothill, 1924)
- T. lurida (Fabricius, 1781)
- T. lutzi (Curran, 1925)
- T. magna (Giglio-Tos, 1890)
- T. magnicornis (Zetterstedt, 1844)
- T. margella (Reinhard, 1942)
- T. montana (Townsend, 1916)
- T. nearctica Arnaud, 1992
- T. nigella (Reinhard, 1938)
- T. nigrohirta (Stein, 1924)

- T. nivalis (Tothill, 1924)
- T. nupta (Rondani, 1859)
- T. oligoria Arnaud, 1992
- T. orbitalis (Reinhard, 1942)
- T. palpalis (Coquillett, 1902)
- T. picea (Robineau-Desvoidy, 1830)
- T. piceifrons (Townsend, 1916)
- T. pictilis (Reinhard, 1942)
- T. planiforceps (Tothill, 1924)
- T. plumasana (Reinhard, 1953)
- T. praeceps Meigen, 1824
- T. robinsoni (Townsend, 1915)
- T. rostrata (Tothill, 1924)
- T. spineiventer (Tothill, 1924)
- T. tahoensis (Reinhard, 1938)
- T. ursina Meigen, 1824